# اسماعیل ریاحی
اسماعیل ریاحی (زادهٔ ۱۴ مرداد ۱۲۹۹، تهران – درگذشتهٔ ۲۰ آبان ۱۳۸۹، تهران) کارگردان و فیلم‌نامه‌نویس سینمای ایران بود.

## زندگی هنری

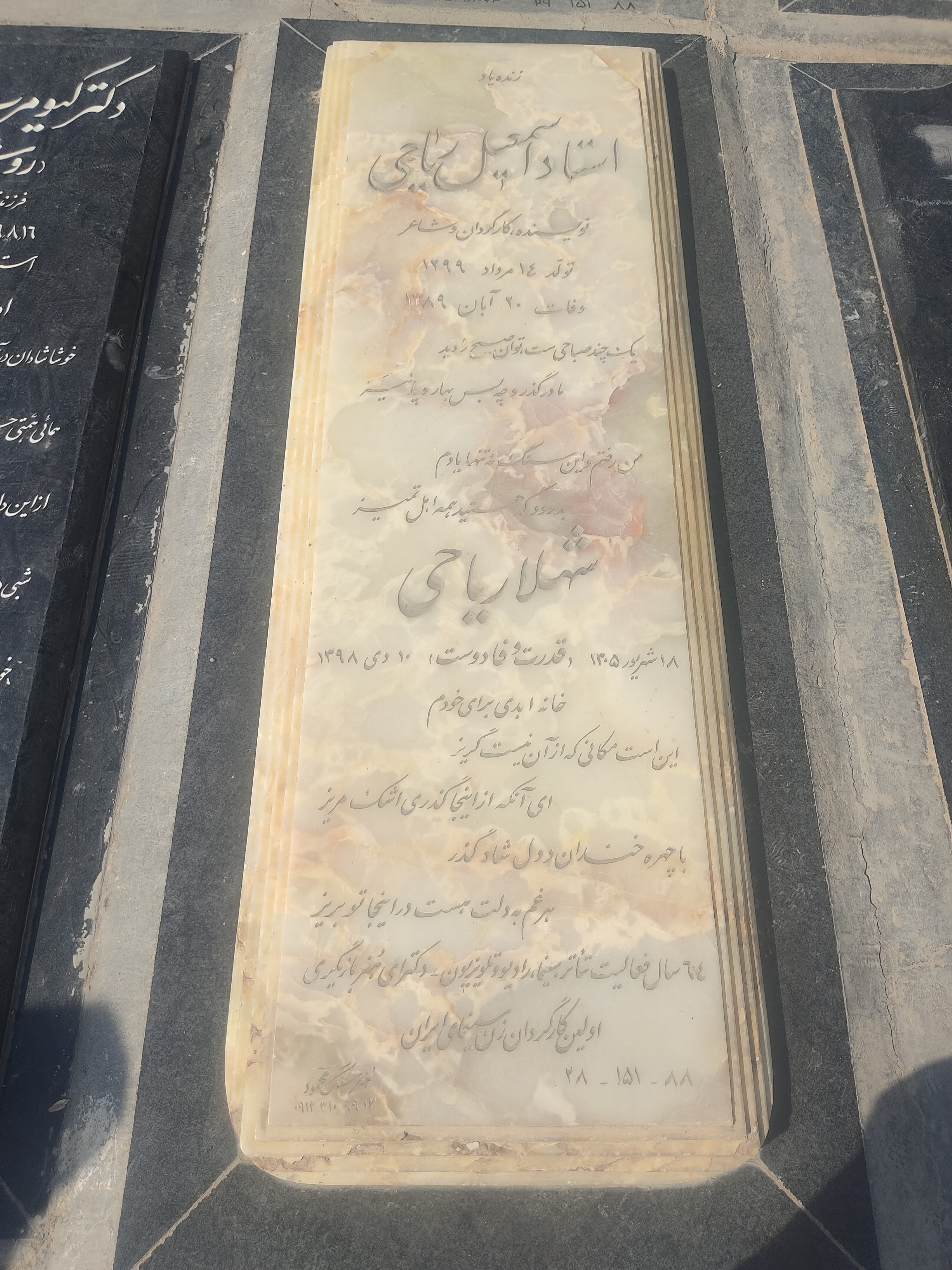
قبر اسماعیل ریاحی و همسرش شهلا ریاحی در قطعه هنرمندان بهشت زهرا

ریاحی دانش‌آموخته رشته ادبیات دانشگاه تهران و دانشسرای عالی است. وی نویسنده سناریو و کارگردان تئاترهای متعددی بود و ده فیلم سینمایی را نیز نوشته و کارگردانی کرده‌است. اولین فیلم تبلیغاتی در ایران نیز توسط او و برای روغن نباتی «شاه‌پسند» ساخته شد.
او در صبح روز ۲۰ آبان ۱۳۸۹ در خانه‌اش درگذشت و در قطعه هنرمندان بهشت زهرا به خاک سپرده شد.

## زندگی خصوصی
وی همسر شهلا ریاحی و دارای دو فرزند (یک دختر و یک پسر) بود.

## آثار
فیلم‌نامه‌نویسی و کارگردانی فیلم‌های:
1. دل‌های بی‌آرام (۱۳۵۰)
2. بهشت دور نیست (۱۳۴۸)
3. خشم کولی (۱۳۴۷)
4. شکوه جوانمردی (۱۳۴۶)
5. میلیونرهای گرسنه (۱۳۴۶)
6. جهان پهلوان (۱۳۴۵)
7. داماد فراری (۱۳۴۵)
8. زن و عروسک‌هایش (۱۳۴۴)
9. شیطان در می‌زند (۱۳۴۳)
10. جاده مرگ (۱۳۴۲)
11. عروس دهکده (۱۳۴۱) (فقط فیلم‌نامه)